# 克里斯·埃维鲁莫
基斯杜化·羅拔·"基斯"·伊維路莫（英語：Christopher Robert "Chris" Iwelumo，1978年8月1日—）是一名奈及利亞裔前蘇格蘭職業足球員，司職前鋒。身材高大的伊維路莫是傳統英式的柱躉中鋒，於效力史篤城、白禮頓、高車士打及狼隊期間分別協助球隊成功取得升班資格。

## 生平

### 早年
伊維路莫的父親是奈及利亞人，而母親則為蘇格蘭人，他於1996年加入當時仍在蘇甲參賽的聖美倫作為學徒球員展開其足球事業。
伊維路莫僅為聖美倫上陣19場，演出未有獲得注目，在對伯威克（Berwick Rangers）的蘇格蘭聯賽盃，及的蘇格蘭足總盃賽事各射入1球。 1998年年初，丹麥低級別球隊阿曉斯費馬（Aarhus Fremad）羅致伊維路莫，直到兩年後的2000年2月才棄用。伊維路莫首先到英格蘭跟隨英乙〈第三級〉的普雷斯頓試訓，其後獲得另一支英乙球隊史篤城賞識，動筆簽署四年合約。

### 史篤城
經歷兩年在丹麥的磨練，伊維路莫加盟英乙的史篤城，由於1999/00年球季僅餘1個月，他只獲派在4場賽事的末段後補登場，包括2000年4月16日在溫布萊球場舉行的英格蘭聯賽錦標決賽，史篤城以2-1擊敗布里斯托城第二度奪標。
2000/01年球季伊維路莫有良好的開始，於2000年8月22日英格蘭聯賽盃第一圈首回合作客5-1大破約克城射入加盟後首個入球；10月21日聯賽對，他在83分鐘才後補進場，於完場前射入奠勝球協助球隊以3-2獲勝。他於11月10日被外借到當時處身英丙〈第四級〉的約克城三個月，期間合共上陣16場及射入3球，包括聯賽兩戰各入1球，另1球在英格蘭足總盃對雷丁時射入。翌年2月借用期滿後隨即再被借到另一支英丙球隊車頓咸一個月，期間上陣4場，於首場對射入1球。
2001/02年球季伊維路莫在史篤城取得較多上陣機會，惟仍不是隊中的常規正選，他在2001年10月21日於「波特里斯德比」（Potteries Derby）對為球隊射入扳平1-1。2002年3月伊維路莫延長兩年合約。史篤城以第5位結束球季獲得參加升班附加賽資格，伊維路莫以正選身份參賽全部3場附加賽，準決賽對卡迪夫城兩回合累計2-2，加時賽險勝3-2晉級，2002年5月11日決賽在千禧球場對，史篤城以2-0獲勝，來屆升班上英甲〈第二級〉。伊維路莫在各項賽事合共上陣47場及射入個人新高的12球。
升班後史篤城只能在聯賽榜下游掙扎，2002/03年球季伊維路莫上陣36場仍有7球斬獲。翌季史篤城前鋒加入艾迪·艾堅比耶後有人滿之患，而伊維路莫在季初僅在英格蘭聯賽盃對羅奇代爾射入1球，他上陣機會日漸減少，上半季僅獲派上陣11場，因而與史篤城協議加入轉會名單，史篤城向友會求售，一度表示有興趣。2004年1月13日伊維路莫為史篤城在英格蘭足總盃上陣對溫布頓，亦是他最後一次披上史篤城球衣。3月15日伊維路莫獲外借到英乙〈第三級〉的白禮頓直至球季結束，期間上陣10場及射入4球，協助球隊取得第4位參加升班附加賽，伊維路莫再次以正選身份出席3場附加賽，首先在準決賽對，兩回合加時後累計仍然2-2平手，互射十二碼4-3淘汰對手，5月30日決賽在千禧球場對布里斯托城，離完場尚餘8分鐘，伊維路莫在禁區內被敵衛撞跌獲判十二碼，由隊友萊昂·奈特（Leon Knight）一針見血射入奠定勝局。借用期滿返回史篤城後遭放棄，結束四年長的賓主關係。

### 由德國到查爾頓
白禮頓與伊維路莫商討加盟條件，雖然獲提供兩年合約，但他拒絕簽約，最終於2004年7月12日以自由身加盟德乙的亞琛。但他在德國僅逗留了一季，於9次後補上陣後被放棄。2005年7月6日伊維路莫加盟英甲球會高車士打，在新球隊他重拾射門鞋，於2005/06年球季上陣55場，射入19球，協助高車士打取得聯賽亞軍，來屆升班英冠。翌季伊維路莫繼續出色的表現，於2008年11月28日在聯賽5-1大勝中，個人射入4球糊出「大四喜」，最終上陣48場及射入18球，而高車士打亦取得聯賽第10位，是球會歷來聯賽最高的排名。
伊維路莫與高車士打未能就續約達成協議，於季後約滿回復自由身，2007年5月21日加盟剛降班英冠的查爾頓。2007/08年球季伊維路莫出席查爾頓的全部46場聯賽，並以10個入球成為球隊首席射手。他更獲選「11月英冠最佳球員」，期間射入3球，包括連續兩場在完場射入唯一入球，分別絕殺及布里斯托城。

### 狼隊
伊維路莫獲准季後離開查爾頓作為球隊節省開支措施的一部分，他於2008年7月14日簽署兩年合約加盟同屬英冠的狼隊，他需要與基奧治、和競爭正選前鋒席位。伊維路莫在8月9日首披狼隊戰衣出戰；三天後在英格蘭聯賽盃梅開二度才於加時賽以3-2驚險地淘汰；8月16日回到聯賽再中兩元以4-1反勝；季初狀態大勇的伊維路莫入球停不了，主場大勝5-1又入1球，協助球隊進佔聯賽榜首；9月20日作客3-1擊敗普雷斯頓伊維路莫包辦球隊全部三球，以一記美妙倒掛先開紀錄，其後下半場在門前射入，並於72分鐘射入十二碼完成帽子戲法，開季7場射入8球，但4分鐘後卻因用頭撞敵衛而被球證直接出示紅牌驅逐離場，賽後被侵犯的肖·圣雷德格（Seán St Ledger）向球證解釋事件純屬意外，為此狼隊對紅牌判決提出上訴，但英格蘭足球總會維持原判，伊維路莫停賽3場。停賽仍然無阻伊維路莫的表現，復出後再射入7球，其中在11月6場賽事射入6球，使他再獲選為「11月英冠最佳球員」，連續兩年在11月份獲獎。但自此他卻經歷16場的入球荒，直到2009年3月14日才在舊東家查爾頓身上再取得入球。但他的球季卻在4月6日對升班競爭對手伯明翰城時提早結束，對方隊長卡斯利（Lee Carsley）一記凶狠攔截換來一面紅牌，而伊維路莫則需用擔架抬離場。他因膝蓋韌帶受傷而缺席餘下5場賽事，最終狼隊維持強勢奪得聯賽冠軍，獲得直接升班英超資格。
休季後伊維路莫傷勢復原，但他在對澳洲球隊珀斯光輝的首場季前熱身賽再度受傷，這次蹠骨骨折，錯過季初的賽事。伊維路莫養傷直到2009年9月29日復出參加半場的預備隊賽事，於10月24日在對阿士東維拉才正式參加首場英超賽事，但在下場對史篤城時再度觸傷蹠骨舊患而休戰1個月。當再次康復後，狼隊單前鋒陣式的正選席位，已由在夏季以破球會紀錄身價加盟的長期佔據，伊維路莫只能獲得零星後補上陣機會。2010年2月13日伊維路莫獲緊急借用到英冠球會布里斯托城1個月爭取上陣時間，期間上陣7場，在對及水晶宮各入1球。借用期滿後返回狼隊努力爭取出戰機會，僅再在英超賽場上取得7場後補上陣，雖然最終狼隊能夠護級成功，但他沒有取得任何入球，表示在近18個月為狼隊上陣僅射入1球。

### 般尼
2010年6月1日伊維路莫動筆簽約加盟剛降回英冠的般尼，合約為期兩年，轉會費沒有透露。8月7日首次披甲主場迎戰，他在完半場前插水式頂入唯一入球，帶領球隊旗開得勝；9月11日伊維路莫演出帽子戲法，協助球隊4-3反勝普雷斯頓。

### 屈福特
2011年7月19日伊維路莫轉投另一支英冠球隊屈福特，簽約兩年，轉會費沒有透露，穿上離隊的上屆英冠神射手遺下的「10」號球衣。

### 諾士郡 (借用)
2012年11月13日，英甲球隊諾士郡從英冠屈福特借用伊維路莫至2013年1月1日。

### 奧咸 (借用)
2013年1月31日，英甲球隊奥尔德姆向英冠屈福特借用伊維路莫至球季結朿。

### 斯坎索普联
2013年6月3日，英甲球隊斯坎索普联簽入被英冠屈福特放棄的伊維路莫，合約為期一年。

## 國家隊
伊維路莫於2002年首次獲蘇格蘭徵召遠征南韓，但因所屬的史篤城參賽升班附加賽而被迫退隊。直到2007年11月他獲挑選代表蘇格蘭B隊友賽愛爾蘭B隊，被派在這場1-1和局賽事中上陣。伊維路莫再獲國家隊徵召備戰世界盃外圍賽在2008年10月11日舉行主場對挪威的賽事，他於57分鐘後補首次登場，賽事以0-0和局收場，但他在離門3碼面對空門射失卻成為賽後談論焦點。
國家隊上陣紀錄
蘇格蘭的入球及賽果排在紀錄前方。
| #       | 日期           | 國家   | 場地                     | 對賽球隊 | 賽果 | 競賽               | 入球 |
| ------- | -------------- | ------ | ------------------------ | -------- | ---- | ------------------ | ---- |
| 01 (00) | 2008年10月11日 | 蘇格蘭 | 格拉斯哥，咸普頓公園球場 | 挪威     | 0–0  | 2010年世界盃外圍賽 | 0    |
| 02 (00) | 2008年11月19日 | 蘇格蘭 | 格拉斯哥，咸普頓公園球場 | 阿根廷   | 0–1  | 友誼賽             | 0    |
| 03 (00) | 2010年8月11日  | 瑞典   | 斯德哥爾摩，拉森達球場   | 瑞典     | 0–3  | 友誼賽             | 0    |

## 榮譽
史篤城
- 英格兰联赛锦标冠軍：1999/00年；
- 英格蘭乙組聯賽〈第三級〉附加賽冠軍：2002年；

狼隊
- 英格蘭冠軍聯賽冠軍：2008/09年；

高車士打
- 英格蘭甲級聯賽亞軍：2005/06年；

白禮頓
- 英格蘭乙組聯賽〈第三級〉附加賽冠軍：2004年；

## 外部連結
- 足球数据库：基斯·伊維路莫的球员统计数据